# Seada
Seada (in Logudoresisch) oder Sebada (in Campidanesisch) – je nach Region auch Seata oder Sevada – ist ein typisches Gericht der traditionellen sardischen Küche. Die Seada wird momentan als eine Süßspeise gesehen, obwohl sie ursprünglich auch als secondo piatto der zweite Hauptgang sein konnte. Die in Olivenöl frittierten Teigtaschen werden aus Grieß, Schmalz, saurem Frischkäse (in Gallurisch Pischedda; typischerweise junger Pecorino) und Honig oder Zucker sowie eventuell geriebener Zitronenschale hergestellt.

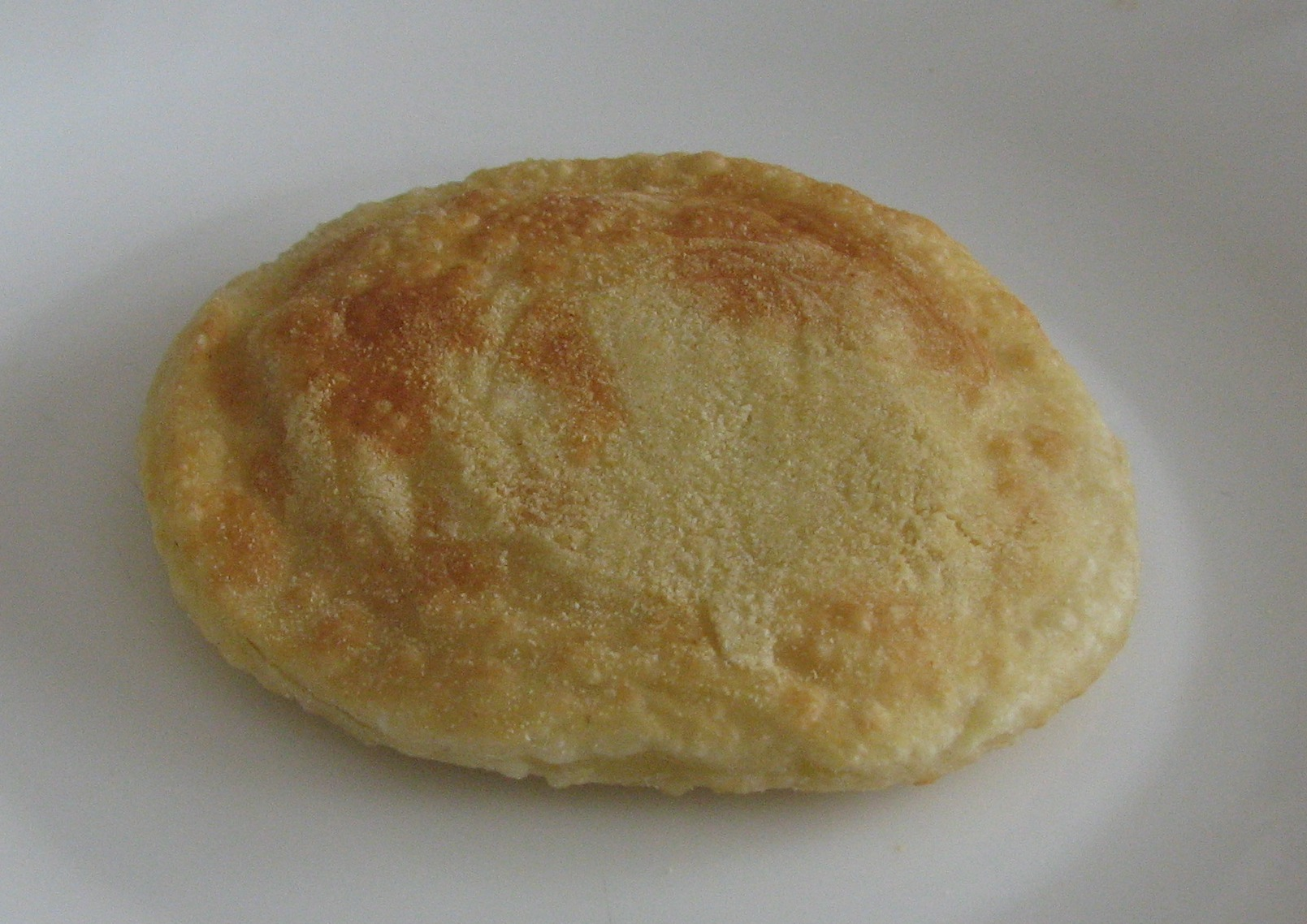
Seada

Seadas sind ein ursprünglich spanisches Gericht, das sich aber von seinen Ursprüngen stark weiter entwickelt hat. Der Name „Seada“ kommt vom sardischen Wort seu ‚Talg‘, einem Tierfett zur Kerzenherstellung. Der Ursprung der Seadas als käsebasiertem Gericht liegt in Gebieten Sardiniens, die traditionell mit Weidewirtschaft verbunden sind und wird durch die vier Regionen Barbagia, Ogliastra, Logudoro und Gallura begrenzt.  Es wird heute auf der ganzen Insel produziert, aber die eigene Herstellung spielt vor allem in ländlichen Gebieten immer noch eine große Rolle.
Es gibt verschiedene Interpretationen des Grundrezepts aber grundsätzlich gibt es zwei Arten: mit semicotto Käse und mit Rohmilchkäse gebacken (letzteres wird a sa mandrona ‚nach Hausmutterart‘ oder alla maniera della poltrona ‚Faulenzerinart‘ genannt). Seit einigen Jahren verbreitet sich auch eine „kommerzielle“ Version in großen Handelsketten.